# Haloxylon griffithii
Haloxylon griffithii là loài thực vật có hoa thuộc họ Dền. Loài này được (Moq.) Boiss. mô tả khoa học đầu tiên năm 1879.